# قائمة مستشفيات ألمانيا

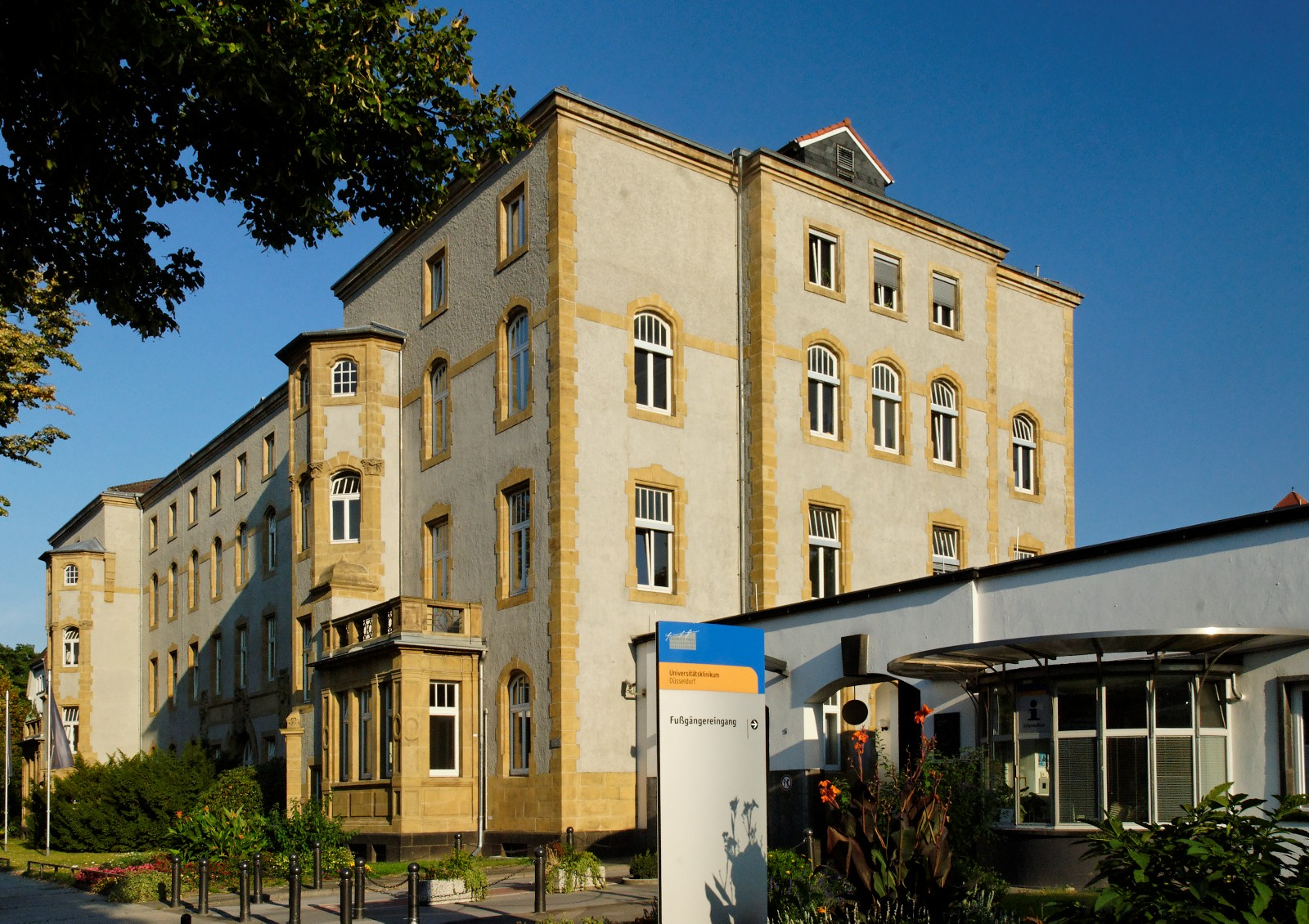
مستشفى دوسلدورف الجامعي

المستشفى(الجمع: مُسْتَشْفَيَات) مؤسسة للرعاية الصحية توفر العلاج للمرضى من قبل طاقم طبي وتمريض متخصص ومعدات طبية.

## قائمة مستشفيات ألمانيا
تحتوي هذه القائمة على أسماء مستشفيات في ألمانيا.
- المستشفى الجامعي بآخن

- شاريتيه (برلين)

- مركز الطب الجامعي هامبورغ-إيبندورف
- مستشفى دوسلدورف الجامعي
- مستشفى هايدلبرغ الجامعي
- فيفانتس